# Bækkelund
Bækkelund er en lille bebyggelse i Midtjylland, beliggende 15 km nordøst for Karup og 9 km sydvest for Viborg. Den hører til Viborg Kommune og ligger i Region Midtjylland.
Bækkelund hører til Dollerup Sogn. Dollerup Kirke ligger 5 km sydvest for Bækkelund. Hald Hovedgård ligger 800 m sydøst for Bækkelund.

## Historie
Oprindelig var stednavnet Bækkelund ikke knytte til den nuværende bebyggelse. Bækkelund var i stedet knyttet til det område, hvor nu Niels Bugges Kro ligger. Her opførte Hald Hovedgårds ejer, kammerherre Frederich Schinkel, efter alt at dømme en vandmølle i årene omkring år 1790 ved den bæk, som gennemstrømmer Troldeslugten. Det vides ikke med sikkerhed, hvornår den første kro opstod på stedet. Dens eksistens fremgår ikke af F.A.M. Krabbes udførlige beskrivelse af Hald fra 1858, men det er tydeligt, at han har set en mulighed for stedet som et udflugtssted. Formodentlig er et beskedent traktørsted, Bækkelund Kro, opstået kort tid efter.
Bækkelund Kro - fra 1936 Niels Bugges Kro - samt Hald Sø og Dollerup Bakker blev efterfølgende et udflugtssted, og i pinsen 1890 åbnede den første dansepavillon nord for Bækkelund Kro. Bækkelund benyttedes fra slutningen af 1800-tallet som et udflugtssted og forlystelsessted for Viborg by og omegn på grund af den smukke beliggenhed, kroen og pavillonen.
I 1906 åbnede Herning-Viborg banen, og samtidig åbnede også Bækkelund Holdeplads. Oprindelig fandtes ingen andre bygninger ved holdepladsen, men alligevel opførtes her banens største og flotteste stationsbygning, som skulle servicere gæster til Hald Hovedgård og ikke mindst gæsterne til Bækkelund Kro og Pavillon ca. 800 m syd for holdepladsen.
Med jernbanen og holdepladsens ankomst flyttes stednavnet Bækkelund efterhånden fra den oprindelig placering ved vandmøllen, kroen og pavillonen til holdepladsen, som efterhånden fik selskab af en lille samling huse. På kortmateriale fra første del af 1900-tallet er stednavnet Bækkelund helt knyttet til den nuværende placering nord for Herningvej og Primærrute 12, hvilket antagelig må sammenkædes med, at holdepladsen opgraderes til station fra 1922.

### Jernbanen
Da Herning-Viborg banen blev åbnet for trafik den 25. juni 1906, åbnede også Bækkelund Holdeplads med banens største og flotteste stationsbygning. Årsagen var formentligt, at ejeren af Hald Hovedgård, Aage Christopher Krabbe, ønskede en så imponerende bygning som overhovedet muligt til gæsterne på Bækkelund Kro og Pavillon, som han også ejede. Med holdepladsen blev det også lettere at komme til kroen og pavillonen, som lå ca. 800 m syd for jernbanen. Krabbe var tillige aktionær og medstifter af jernbanen. Det var arkitekt Heinrich Wenck (1851-1936), der blandt andet tegnede Københavns Hovedbanegård, der stod for tegningerne til stationsbygningen.
Holdepladsen var betjent af en ekspeditrice til 1918 og fik status af jernbanestation i 1922. 1. oktober 1949 blev den nedrykket til trinbræt, og 26. maj 1963 blev standsningsstedet nedlagt. Perronen blev bevaret i nogle år og stadig benyttet til udflugtstog. Sidesporet blev taget op i 1965. Persontrafikken på banen ophørte i 1971. Godstrafikken fortsatte mellem Karup og Viborg til 1972. Banen blev officielt nedlagt i 1977, og sporet blev taget op i løbet af det følgende år. I 1995 blev Alhedestien mellem Herning og Viborg indviet. Den følger på 45 km banens tracé.

### Papirværket
Stationsbygningen er bevaret på Herningvej 4. Efter nedrykningen til trinbræt stod den ubenyttet indtil 1956, hvor Bækkelund Papirværk rykkede ind og opførte nogle tilbygninger, bl.a. en lagerhal på 1.000 m². I 2014 blev virksomheden solgt til den tyske papirfabrik Mank, som flyttede produktionen til Tyskland, men beholdt bygningen som afdeling for Danmark med lager, salg og 4 ansatte.